# 383 a.C.
Il 383 a.C. (CCCLXXXIII a.C. in numeri romani) è un anno  del IV secolo a.C.

## Eventi
- Nel calendario babilonese viene introdotto il ciclo lunare di 19 anni.
- Il secondo concilio buddista viene convocato a Vaiśālī dal re Kalasoka.
- Roma
  - Sono eletti tribuni consolari Marco Trebonio, Servio Sulpicio Rufo, Lucio Emilio Mamercino, Aulo Manlio Capitolino, Lucio Lucrezio Tricipitino Flavo e Lucio Valerio Publicola